# رشا سولا
رشا سولا هي مجدفة تونسية وُلدت في 16 فبراير 1994، ومثلت تونس في دورة الألعاب الأولمبية الصيفية عام 2012 حيث شاركت في منافسات زوجي التجديف للسيدات.

## المشاركات والميداليات
شاركت رشا سولا في عام 2010 في بطولة إفريقيا للتجديف، وحصلت برفقة زميلتها رحمة الغربي على الميدالية البرونزية في منافسات زوجي التجديف. وفي عام 2012، شاركت رشا سولا في دورة الألعاب الأولمبية الصيفية التي أقيمت بمدينة لندن في المملكة المتحدة، ولكنها لم تتمكن من الوصول للدور النهائي من البطولة بعدما تم إقصائها في جولة الإعادة. وفي نفس العام، شاركت رشا سولا في البطولة العربية للتجديف، والتي أقيمت في مدينة تونس بتونس، حيث تمكنت من إحراز الميدالية الذهبية في منافسات زوجي التجديف للسيدات مع زميلتها رجاء منصور، ثُم شاركت في نفس العام في بطولة أفريقيا للتجديف، والتي أقيمت بمدينة الإسكندرية في مصر، حيث أحرزت الميدالية البرونزية في منافسات فردي التجديف. وفي عام 2013، عادت رشا سولا لتشارك مرة أخرى في بطولة أفريقيا للتجديف، والتي أقيمت في تونس العاصمة بتونس، وتمكنت هذه المرة من إحراز الميدالية الفضية في منافسات فردي التجديف، وإحراز الميدالية الفضية أيضًا في منافسات زوجي التجديف.